# ガミニ・ディサーナーヤカ
ガミニ・ディサーナーヤカ（シンハラ語: ලයනල් ගාමිණි දිසානායක, タミル語: காமினி திஸாநாயக்க, 英: Gamini Dissanayake, 1942年3月20日 - 1994年10月24日）は、スリランカの政治家。二大政党の1つ統一国民党（UNP）の主要メンバーの一人であり、野党リーダーも務めた。1994年大統領選挙にUNPの大統領候補として立候補していたが、選挙運動期間中に反政府勢力タミル・イーラム解放のトラ（LTTE）に暗殺された。

## 生い立ち
1942年3月20日、スリランカ中部の都市キャンディにて7人兄弟の次男として生まれる。父アンドリューもスリランカ自由党（SLFP）所属の国会議員で、ソロモン・バンダラナイケ政権時には大臣政務官を務めていた。ディサーナーヤカ家は裕福な家庭で、キャンディとヌワラ・エリヤの2拠点で生活していた。地元の名門校であるトリニティ・カレッジ・キャンディに卒業した。また、1992年にはケンブリッジ大学ウルフソン・カレッジで研究修士号を取得している。
1966年にセイロン・ロー・カレッジを卒業し弁護士となる。

## 政治家として

### 政界入り
1970年総選挙では父の所属したスリランカ自由党からの出馬を望んだが、自由党側から拒否された。そのため、対立する統一国民党（UNP）から出馬し当選した。この選挙でUNPはわずか18議席の獲得にとどまるという歴史的惨敗を喫したが、ヌワラ・エリヤ選挙区から立候補したディサーナーヤカは初選挙ながら当選を果たした。しかし、彼の当選に対する不服申立てが受理され、ディサーナーヤカは選挙結果の取り消しと7年間の公民権停止という厳しい処分を受けた。しかし同年に法務大臣フェリックス・ディアス・バンダラナイケによる法改正が行われ、公民権を回復したディサーナーヤカは1972年の予備選挙で当選して国会議員となった。

### 大臣就任
1977年総選挙でも当選を果たしたディサーナーヤカは、マハウェリ川開発大臣に任命され、マハウェリ開発計画を先導することになった。同計画は国内最長の河川であるマハウェリ川流域を開発するという壮大な計画で、完了まで30年を見込んでいた。しかし、大統領J・R・ジャヤワルダナの方針で期間が6年間に短縮され、ディサーナーヤカはこれをやり遂げた。同計画により流域には大規模な灌漑網や水力発電所などが整備され、現在ではスリランカで消費される電力とコメの大半がこの流域で生産されている。一方で数多くのシンハラ人が移住することになったので、流域で生活していたタミル人からはシンハラ人入植政策であると批判を受けている。
ディサーナーヤカは大臣として活躍する傍らでスリランカ・クリケット協会理事長としても活動し、同国のクリケットチームを世界レベルに引き上げた。また、1987年のインド・スリランカ平和協定の締結にも尽力している。
1989年総選挙ではUNP内最多得票率を獲得して再選を果たし、ラナシンハ・プレマダーサ政権で住宅開発大臣として活躍した。しかし、1990年の内閣改造では閣僚から外され、その後も国会議員として活動した。

### プレマダーサとの対立
プレマダーサと対立したディサーナーヤカは、ラリット・アトゥラトムダリと共に統一国民党（UNP）を追放され、民主統一国民戦線（DUNF）を設立した。また1993年の中部州議会議員選挙にキャンディ選挙区から立候補し当選した。同年にアトゥラトムダリが暗殺された後はDUNF党首を引き継いだ。

### UNP復帰
1993年5月、大統領ラナシンハ・プレマダーサが暗殺され、後任にディンギリ・バンダー・ウィジェートゥンガが就任すると、ディサーナーヤカもUNPに復帰した。1994年総選挙では人民連合（PA）がUNPを破ったが、ディサーナーヤカはキャンディ選挙区から立候補し再選した。そして野党リーダーを選出する党内選挙において首相経験者のラニル・ウィクラマシンハを破り、野党リーダーに就任した。

## 暗殺
現職大統領のウィジェートゥンガが大統領選に出馬しない旨を表明すると、ディサーナーヤカが1994年大統領選挙のUNP候補として選出された。しかし、そのすぐ後、彼がトタランガで選挙集会をしていた際に反政府組織タミル・イーラム解放のトラ（LTTE）の自爆テロによって暗殺された。選挙戦は妻のスリマ・ディサーナーヤカが後継候補として戦ったが、人民連合（PA）候補のチャンドリカ・クマーラトゥンガに敗れた。

## 私生活
1968年にスリマ・レナドゥワと結婚し、2人の息子が生まれた。そして息子は二人とも政治家となっている。兄ナビン・ディサーナーヤカはヌワラ・エリヤ選挙区から当選した国会議員で、マヒンダ・ラージャパクサ政権時代に閣僚を務めている。弟のマヤンタ・ディサーナーヤカも2010年総選挙でキャンディ選挙区から立候補し、当選。非閣僚大臣を経験した。